# Gerrit Dou
Gerrit Dou o Gerard Dou (altres variants del nom són: Gerrit Douw o Gerrit Dow) (Leiden, 7 d'abril de 1613 - id., 9 de febrer de 1675), va ser un pintor i gravador holandès del barroc. Va pertànyer a l'escola de Leiden i es va especialitzar en escenes de gènere caracteritzades pels seus trompe-l'oeil i les pintures nocturnes il·luminades amb espelmes, amb escenes de fort clarobscur.

## Biografia

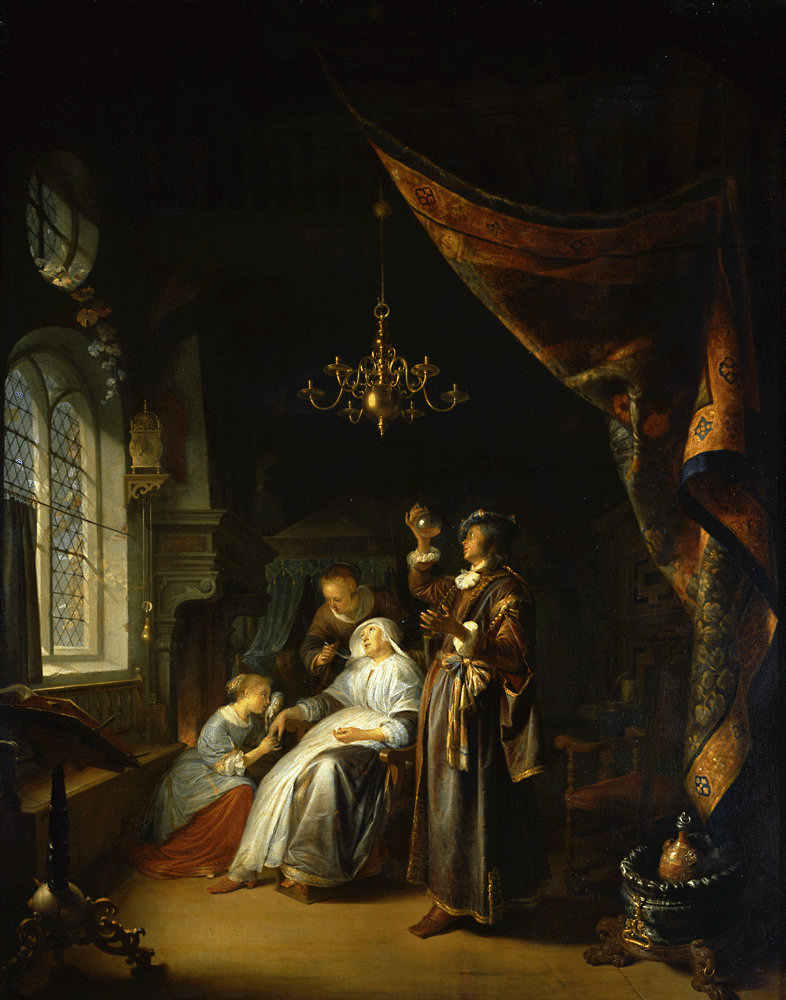
La imatge hidroscópica Museu del Louvre, París

El seu primer instructor va ser el seu pare, un artista de pintura sobre vidre. Es va formar en dibuix i disseny amb el gravador Bartolomeu Dolendo (c. 1571 - c. 1629) i amb Peter Kouwhoorn qui li va inculcar l'art de la pintura sobre vidre. El 1628, amb 15 anys, es va convertir en el primer alumne del jove Rembrandt (1606 - 1669), amb el que va continuar durant tres anys. Del gran mestre de l'escola holandesa va adquirir la seva habilitat per al color, i els més subtils efectes del clarobscur; l'estil de Rembrandt es reflecteix en alguns dels seus primers quadres, en particular, en un autoretrat a l'edat de 22 anys, a la galeria de la casa Bridge-water, i en El cec Tobías anant a trobar-se amb el seu fill, al Castell Wardour.
Quan Rembrandt es va traslladar a Amsterdam, Dou va desenvolupar un estil propi, amb alguns aspectes antagònics al del seu mestre, pintant generalment a petita escala, sobre una superfície suau, com si estigués esmaltada. Les seves obres estan dotades d'una inusual claredat de visió i precisió de manipulació, probablement pocs pintors van esmerçar tant temps i sofriment en els detalls més insignificants de les seves imatges. Es diu que va passar cinc dies pintant una mà, i el seu treball era tan fi que li resultava necessari fabricar els seus propis pinzells. Va ser sorprenentment escrupolós amb les seves eines i les condicions de treball, amb particular horror cap a la pols.

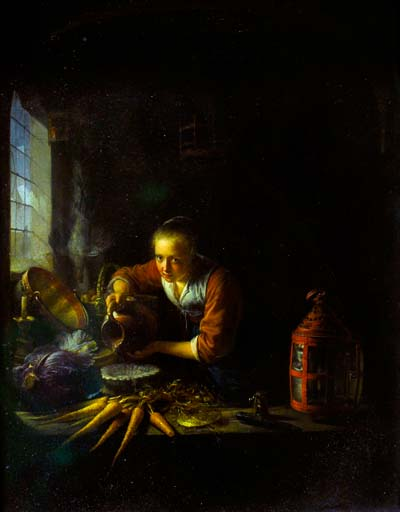
La cuinera holandesa Museu del Louvre, París

Malgrat la minuciositat del seu toc, l'efecte general és harmoniós i lliure de rigidesa, amb un color sempre admirablement fresc i transparent.
Va ser aficionat a la representació de temes a la llum d'una llanterna o una espelma, els efectes de la qual reprodueix amb una fidelitat i habilitat que cap altre mestre no ha igualat. Sovint va pintar amb l'ajuda d'una lupa o d'un mirall còncau, i per obtenir major exactitud va mirar als objectes que estava representant a través d'un marc quadriculat amb fil de seda.
La seva pràctica com a retratista, que va ser considerable al principi, però es va reduir gradualment, ja que els retratats n a donar-lo volien donar-li tot el temps que ell considerava necessari. Va pintar nombrosos temes, però és més conegut pels seus interiors domèstics, que en general, contenen poques figures emmarcades per una finestra o per les faldilles d'una cortina, i envoltades de llibres, instruments musicals, o tota la faramalla de la llar, tot minuciosament representat. Destaquen sobretot les escenes il·luminades per llum artificial.
Els seus quadres van ser sempre de mida petita, i els temes principalment representats eren naturaleses mortes. Més de 200 pintures se li atribueixen, i es troben en la majoria de les grans col·leccions públiques d'Europa.
Generalment es considera que les seves obres mestres són La dona hidròpica (1663) i La cuinera holandesa (1650) ambdues al Museu del Louvre, París. L'Escola nocturna al Museu nacional d'Amsterdam, és el millor exemple d'escenes a la llum de les espelmes en les quals va destacar. A la National Gallery de Londres, es pot veure La botiga d'aus de corral (1672), i un autoretrat.
Al costat de Jan Steen, Dou va ser un dels fundadors de la Natzarenisme de Leiden el 1648. A diferència de Steen va ser pròsper i respectat al llarg de la seva vida, i les seves imatges van continuar tenint alts preus (generalment més alts que els pagats pels treballs de Rembrandt), fins a l'adveniment de l'impressionisme influït per un gust en contra de la pulcritud i la precisió del seu estil.
Dou tenia un taller amb molts alumnes que van perpetuar el seu estil i van continuar la tradició fijnschilder (bon pintor) de Leiden fins al segle xix. Entre ells estan Frans van Mieris el Vell (1635 - 1681) i Gabriel Metsu (1629 - 1667).

## Obres
- Amsterdam
  - Museu Nacional:
    - Escola nocturna (1623 – 5)

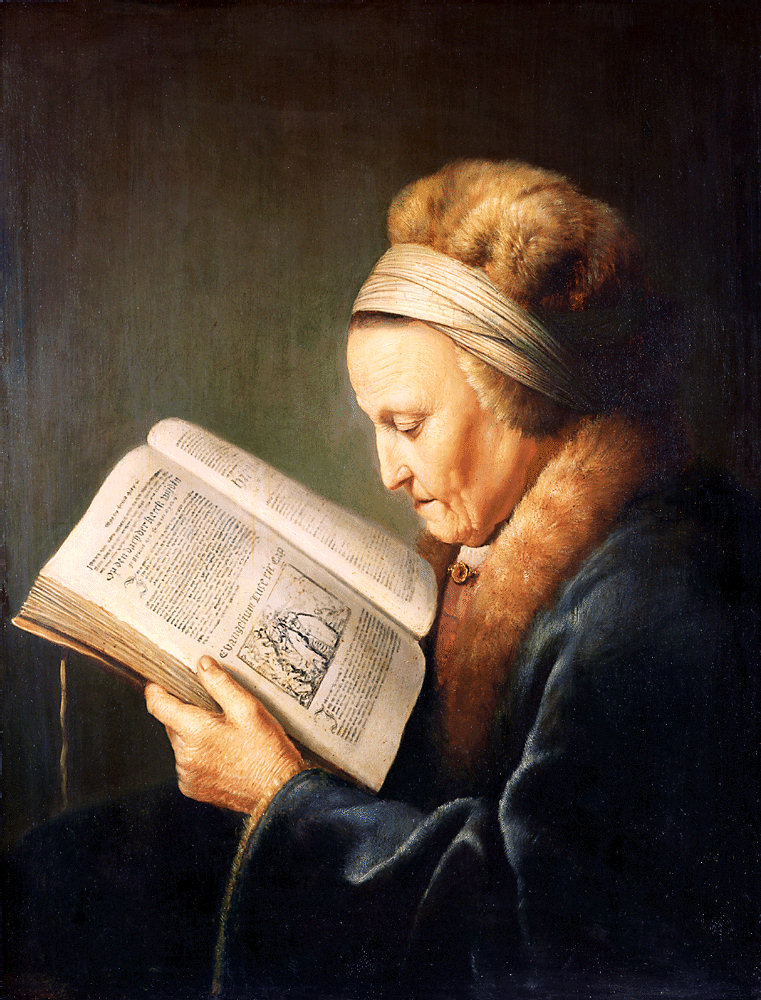
Retrat de la mare de Rembrandt Museu Nacional, Ámsterdam.

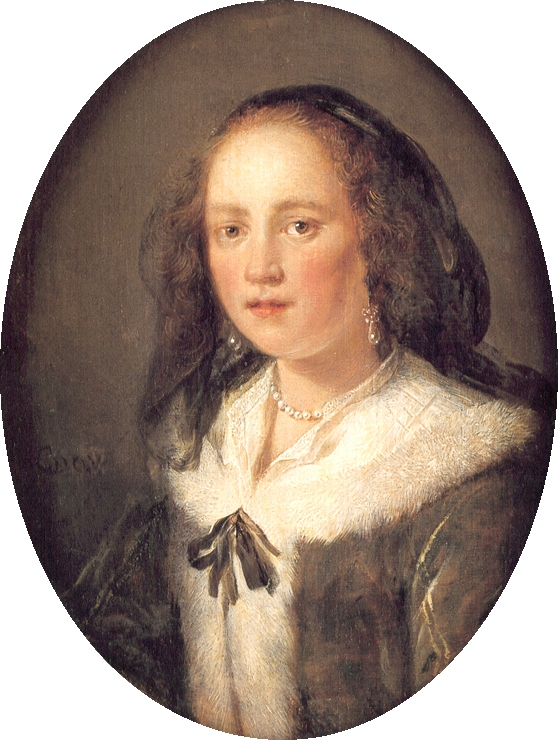
Dona jove amb vel negre Galeria Nacional, Londres.

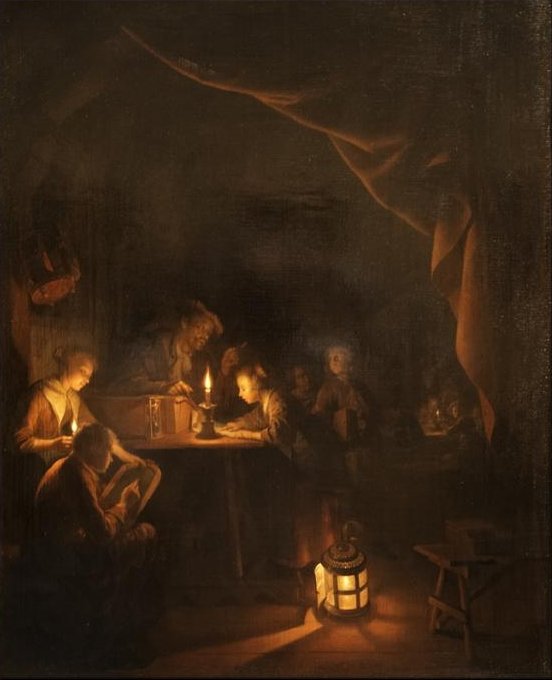
Escola nocturna Museu Nacional, Ámsterdam.

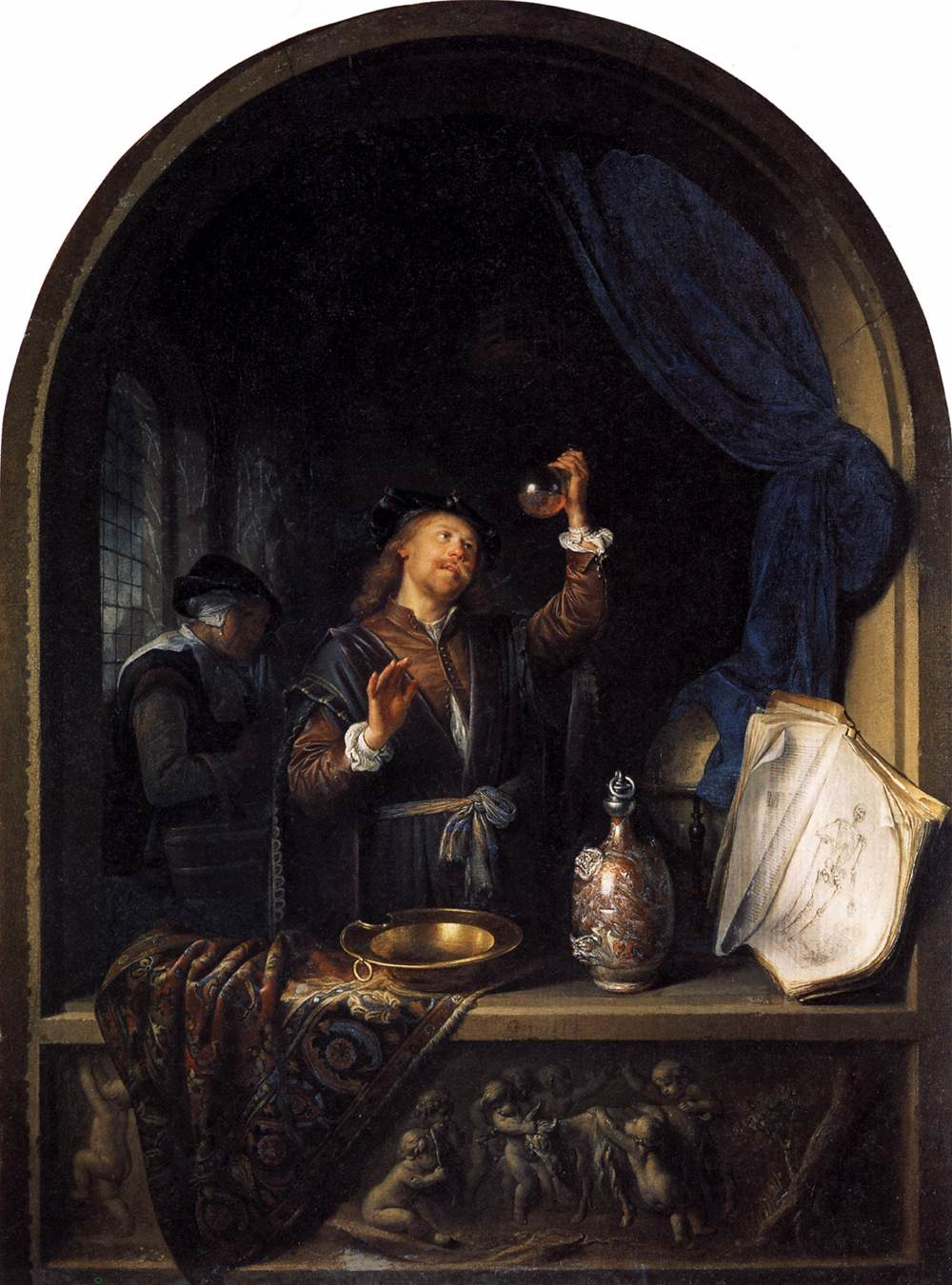
El doctor Museu d'Història de l'Art, Viena.

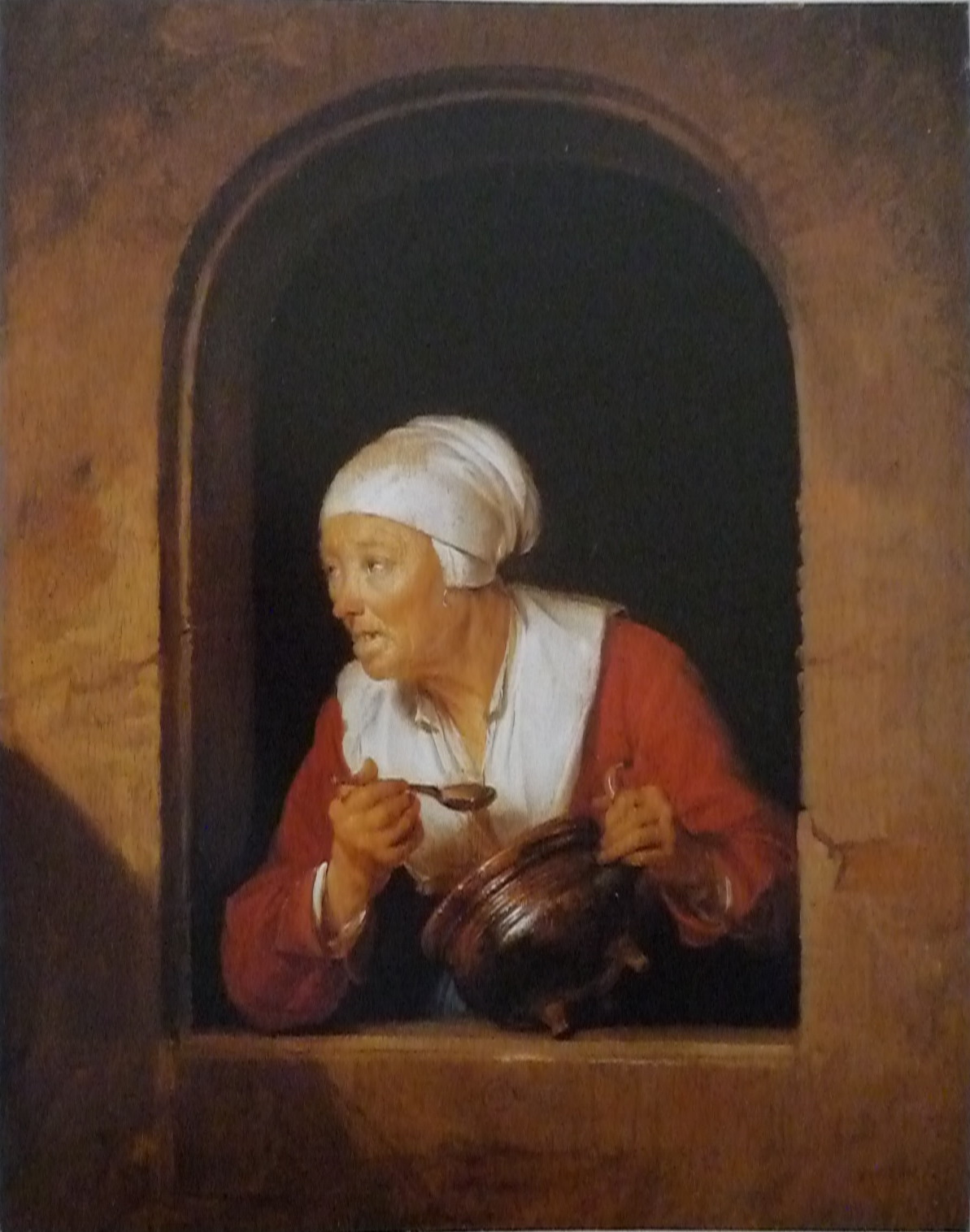
La cuinera Museu Wallraf-Richartz, Colònia.

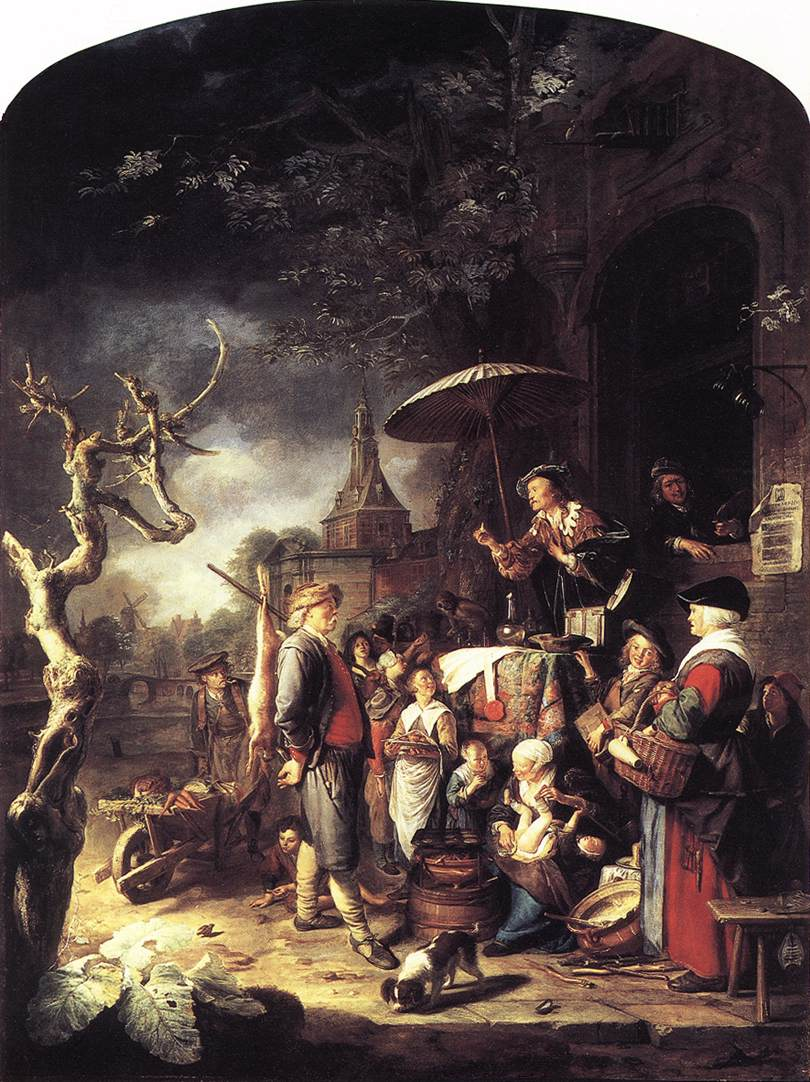
El xarlatà Museum Boijmans Van Beuningen, Rotterdam.

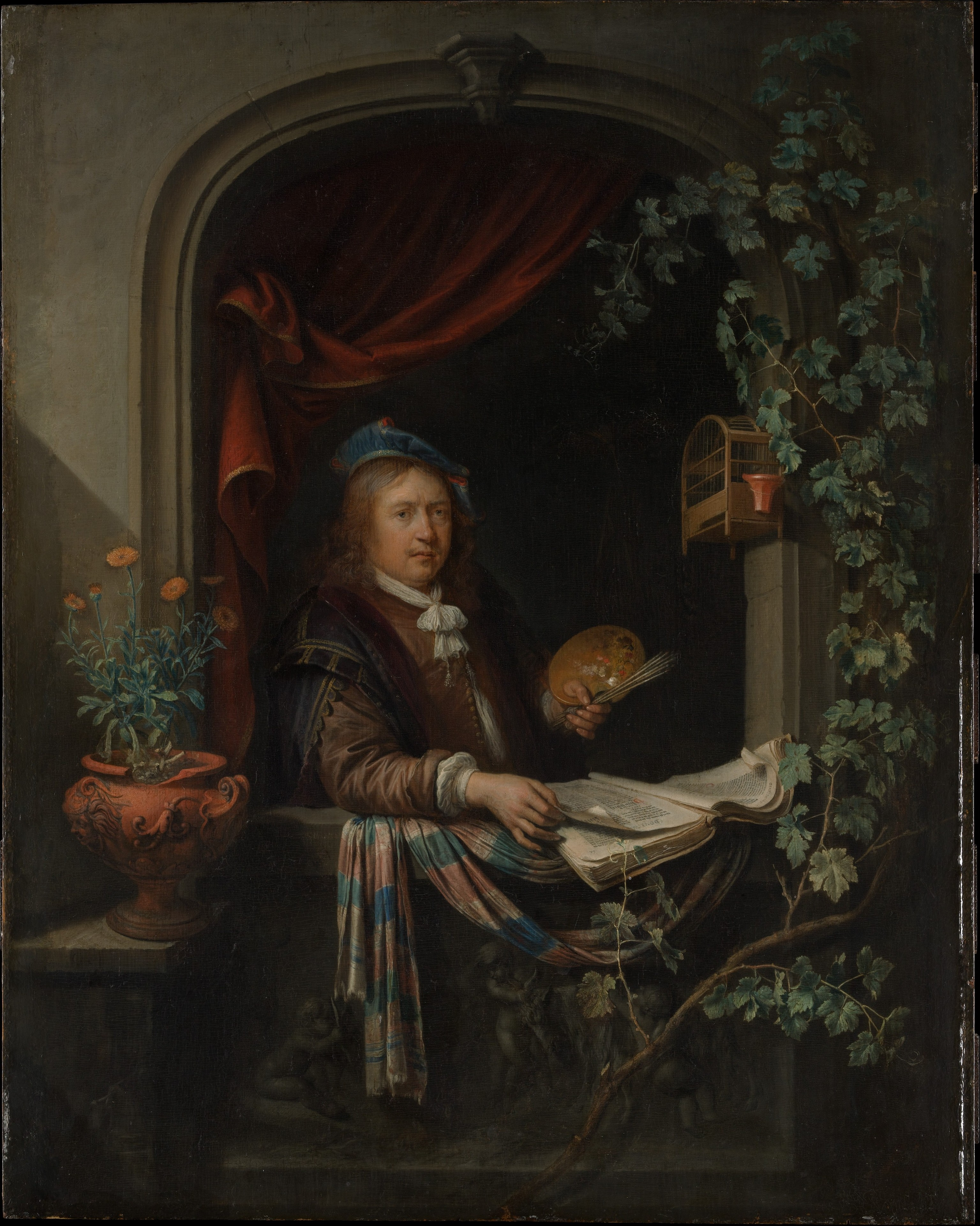
Autoretrat Museu Metropolità d'Art, Nova york.

Astrònom a la llum de l'espelma Museu J. Paul Getty, Los Angeles.

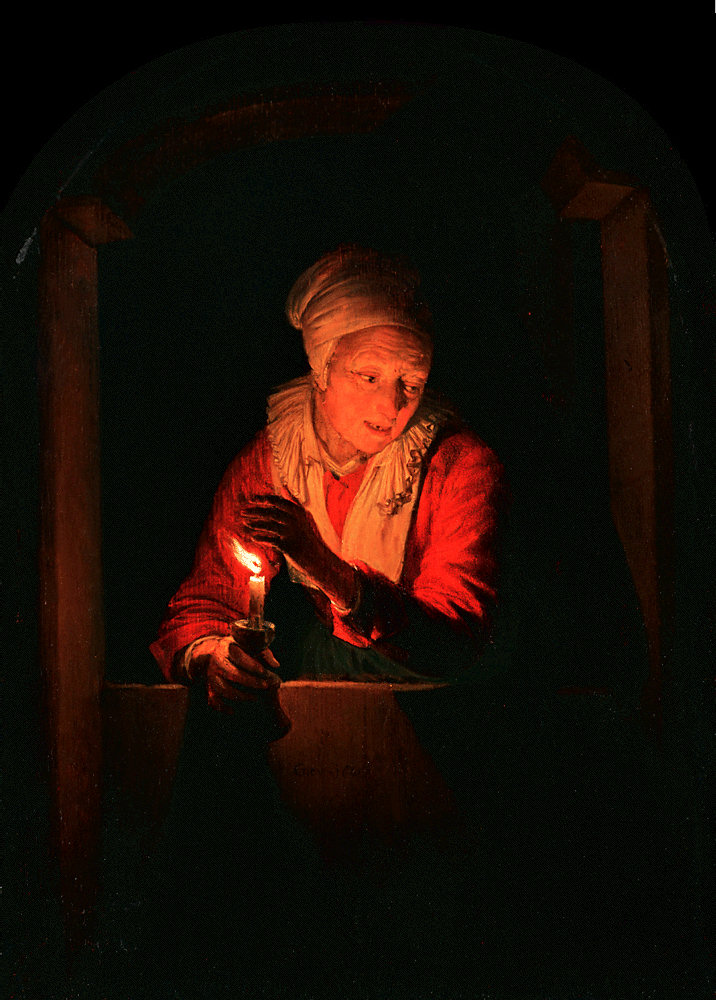
Dona a la finestra amb una espelma Museu Wallraf-Richartz, Colònia.

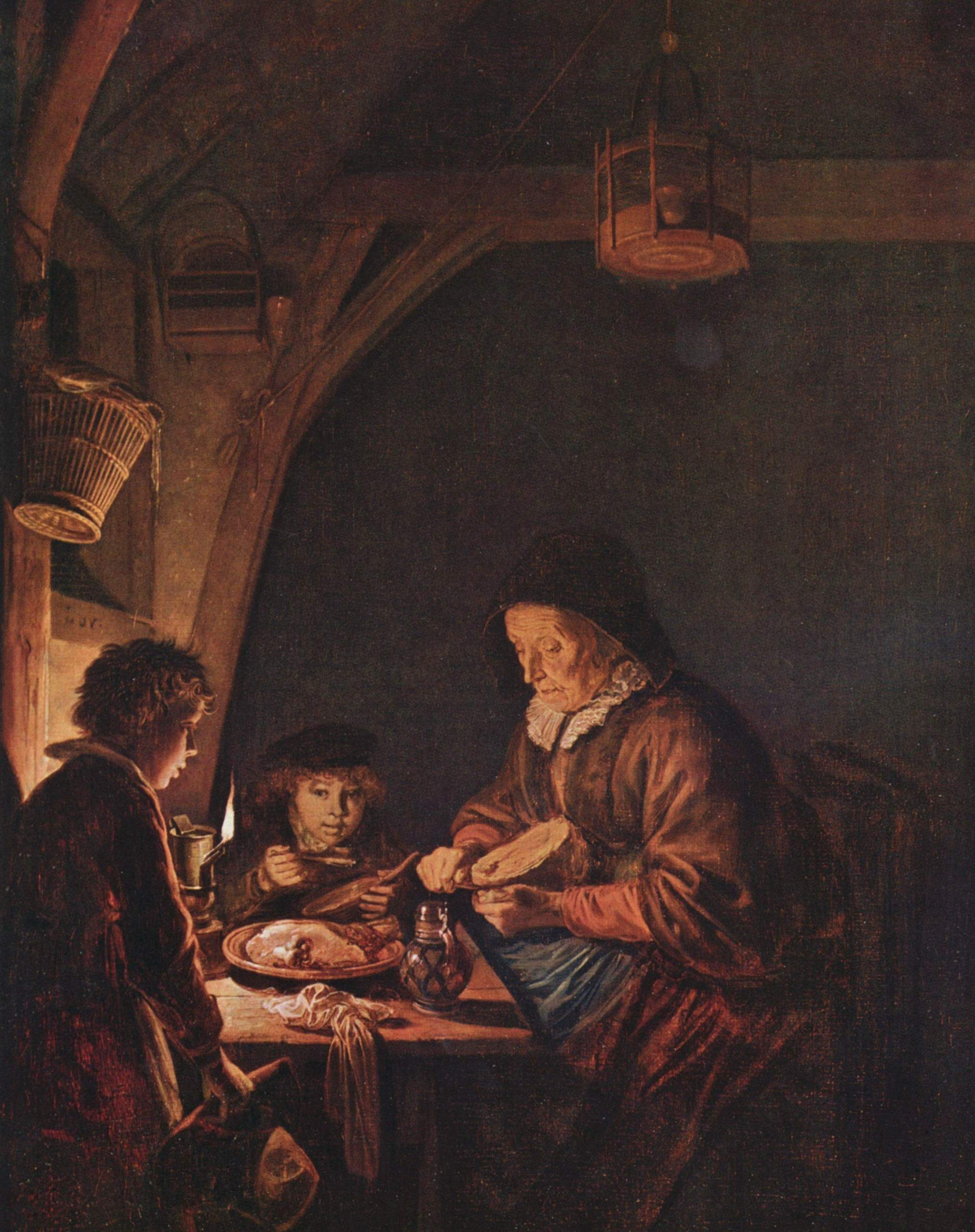
Anciana tallant pa Vila Hügel, Essen.

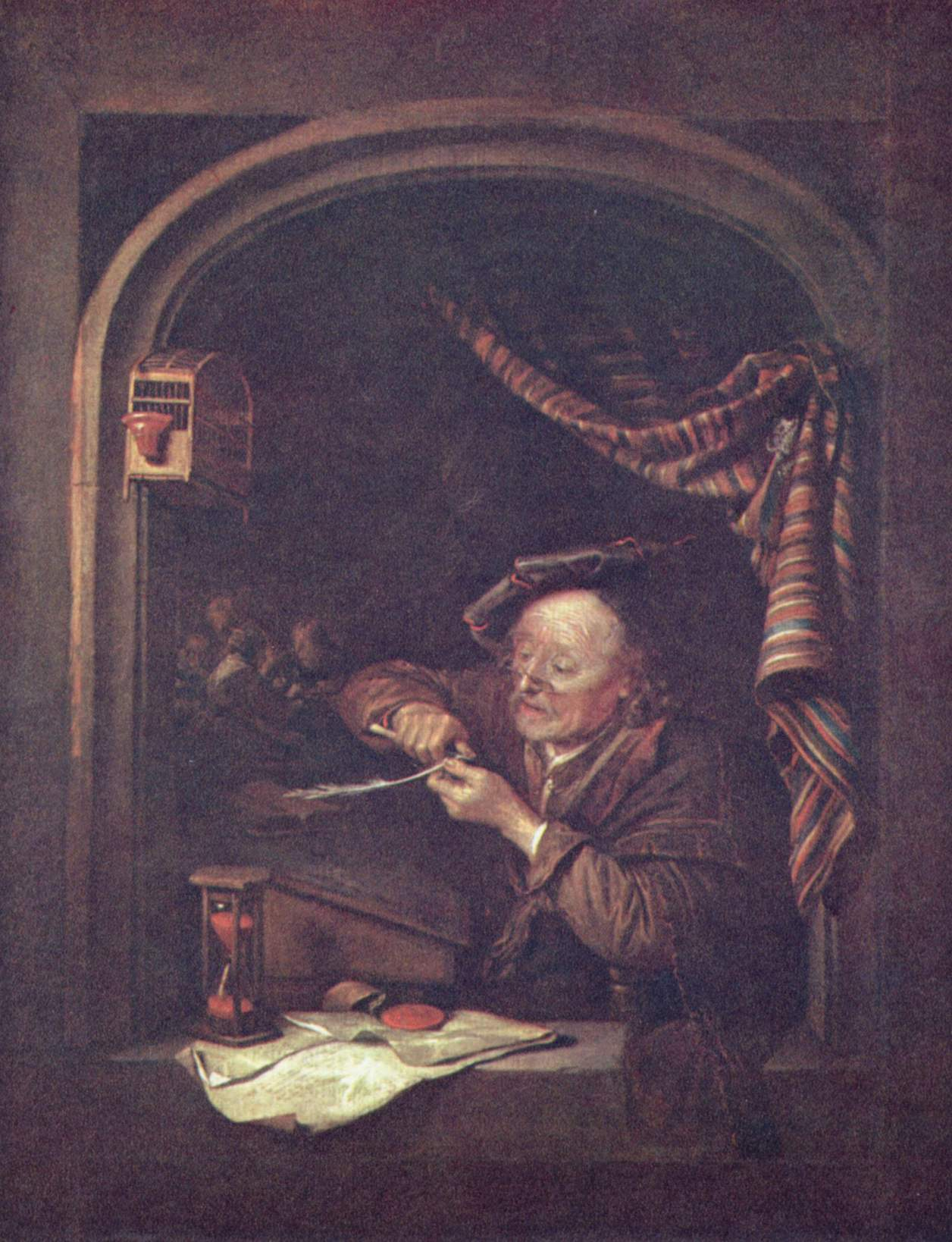
El vell mestre Galeria d'Art, Dresden.

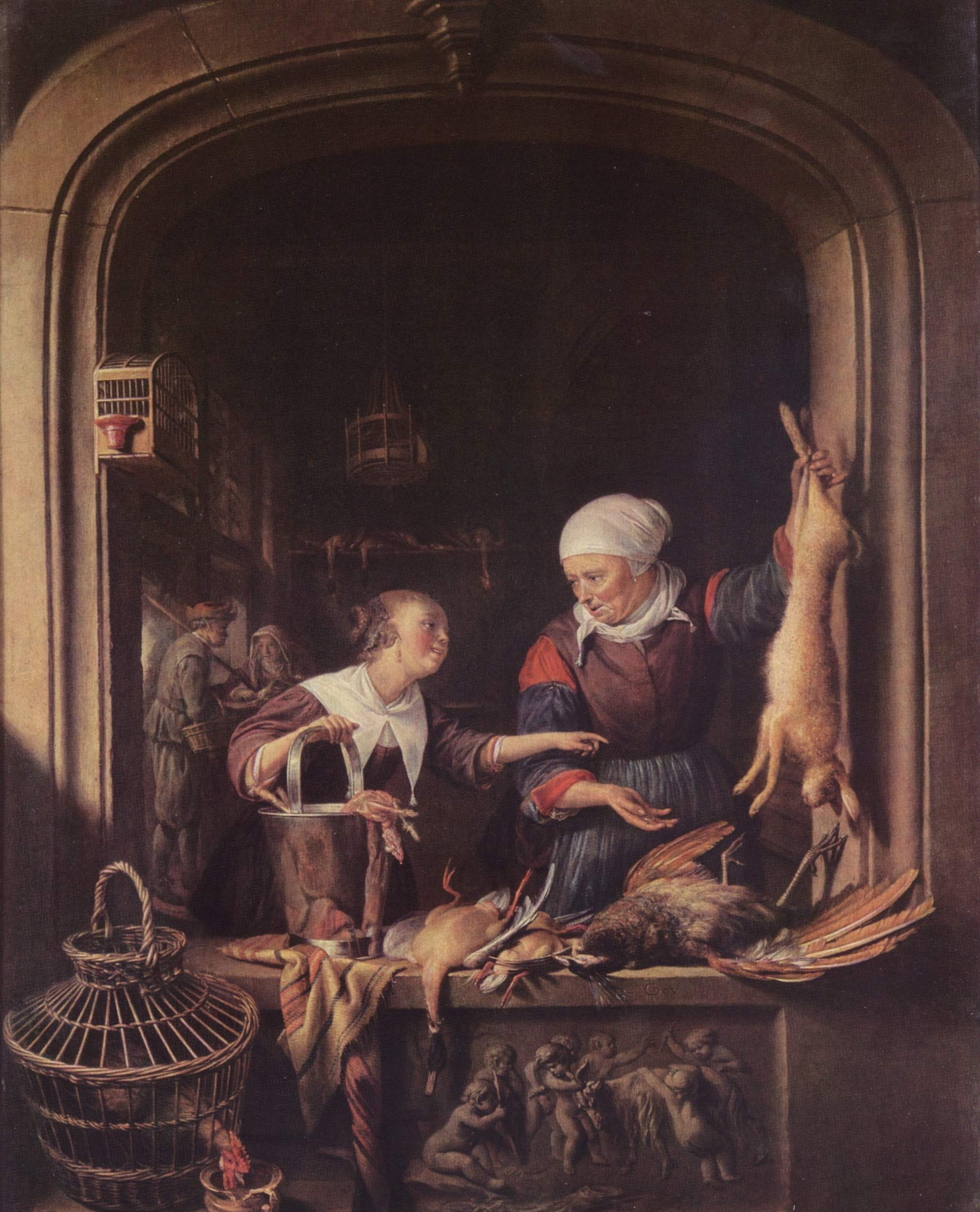
Botiga d'aus de corral Galeria Nacional, Londres.

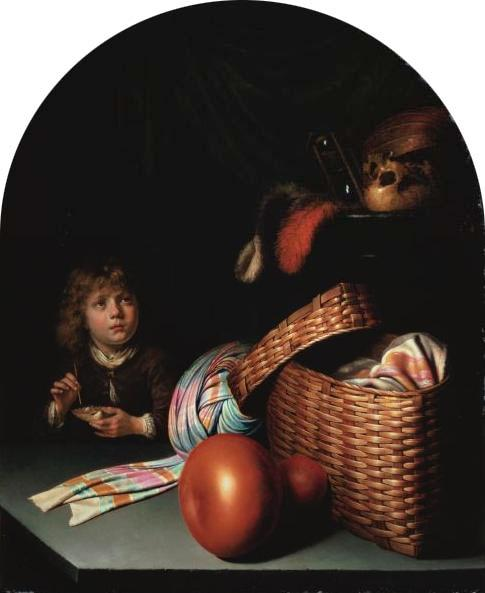
Naturalesa morta amb nen fent pompes de sabó Museu Nacional d'Art Occidental, Tòquio.

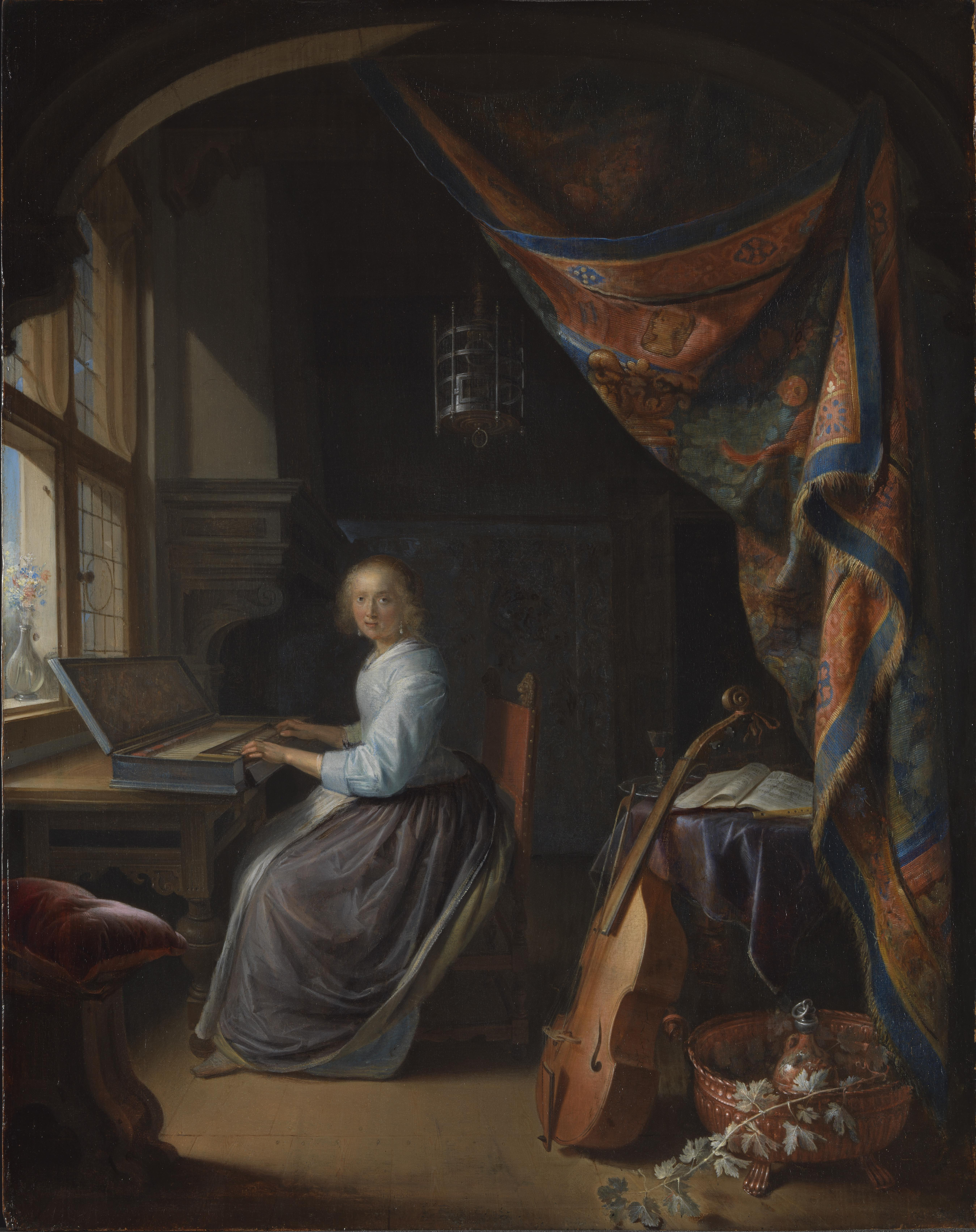
Una dama tocant un clavicordi Galeria Pictòrica Dulwich, Londres.

    - Anciana llegint la Bíblia (també conegut com a mare de Rembrandt, sobre 1630)
    - Retrat d'una parella en un paisatge (a partir de 1633)
    - Ermità resant (a partir de 1645)
    - Dona a la finestra amb una espelma (a partir de 1645)
    - Retrat de Johan Wittert van der Aa (1646)
    - Tríptic: al·legoria de l'entrenament artístic (a partir de 1648)
    - Autoretrat (1650)
    - El doctor (a partir de 1650)
    - L'esposa del pescador (1653)
    - Una mare donant-li el pit al seu bebè (1655- 60)
    - Un ermità (1664)
    - Llum de nit

- Berlín
  - Galeria d'art:
    - La jove mare (dècada de 1650)

- Boston
  - Museu de Belles Arts:
    - Anciana tallant pa (1655)
    - Gos descansant

- Budapest
  - Museu de Belles Arts:
    - Oficial de la Societat Marksman de Leiden (sobre 1630)
    - Retrat d'una anciana (1643-5)
    - Retrat d'una dona

- Cambridge
  - Museu Fitzwilliam:
    - El mestre (1645)
    - Dona en una finestra amb un bol de coure amb pomes i un faisà (1663)
    - Autoretrat
    - Retrat d'un jove

- Cheltenham
  - Galeria d'Art i Museu:
    - Autoretrat (1635-8)

- Cleveland
  - Museu d'Art de Cleveland:
    - Retrat d'una jove (1640)

- Colònia
  - Museu Wallraf-richartz:
    - La cuinera (1660- 5)
    - Anciana amb espelma (1661)

- Copenhaguen
  - Galeria Nacional:
    - El doctor (1960-5)

- Dallas
  - Museu d'Art de Dallas:
    - Autoretrat

- Dresden
  - Galeria d'Art dels Mestres Clàssics:
    - El pintor en el seu estudi (1647)
    - El vell mestre (1671)

- Edimburg
  - Galeria Nacional d'Escòcia:
    - Un interior amb una jove violinista (1637)

- Florència
  - Galeria Uffizi:
    - Venedora de pastissos (1650-5)
    - Autoretrat (1658)
    - Mestre d'escola (1660-5)

- Hartford
  - Museu Ateneu Wadsworth:
    - Naturalesa morta amb rellotge de sorra, tinter i imprès (1647)

- Kansas City
  - Museu Nelson-Atkins:
    - Autoretrat (1663)

- La Haia
  - Mauritshuis:
    - La jove mare (1658)

- Leiden
  - Museu Municipal de Lakenhal:
    - Astrònom (1650-5)

- Londres
  - Royal Collection:
    - Una jove tallant cebes (1646)
    - Dona a la finestra amb carràs de raïms (sobre 1660)
    - Parella llegint a la llum d'un llum d'oli (sobre 1660)
    - La botiga de queviures (1672)

  - Wallace Collection:
    - Una jove regant les plantes en una finestra (a partir de 1640)
    - Un ermità resant (a partir de 1646)
    - Un ermità (1661)

  - Galeria Colnaghi:
    - Artista en el seu estudi (1630- 2)

  - National Gallery:
    - Retrat d'un home (1635-40)
    - Retrat d'una jove (dècada de 1640)
    - Home amb una pipa (1645)
    - Jove dona amb vel negre (sobre 1655)
    - Botiga d'aus de corral (sobre 1670)

  - Galeria Pictòrica Dulwich:
    - Una dama tocant un clavicordi (sobre 1665)

- Los Angeles
  - Museu d'Art Fisher de la Universitat del Sud de Califòrnia:
    - Naturalesa morta amb llibre i bossa (1647)

  - Museu J.Paul Getty:
    - Príncep Rupert i el seu tutor amb vestits històrics (sobre 1631)
    - Astrònom a la llum de les espelmes (1655)

- Madrid
  - Museu Thyssen-Bornemisza:
    - Una jove amb una espelma encesa en una finestra (1658-65)

- Manchester
  - Galeria d'Art de Manchester:
    - Retrat d'una Noia (1635-40)

- Minneapolis
  - Institut d'Arts de Minneapolis:
    - Ermità resant (1670)

- Missoula
  - Museu d'Art i Cultura de la Universitat de Montana:
    - Retrat d'un desconegut

- Múnic
  - Alte Pinakothek:
    - L'oració de la filatera

- Nova York
  - Memorial Art Gallery de la Universitat de Rochester:
    - Sant Jeroni al desert (1642-7)

  - Metropolitan Museum of Art:
    - Una escola nocturna (inici de la dècada de 1660)
    - Autoretrat (sobre 1665)

- París
  - Museu del Louvre:
    - L'extracció de la dent (1630-5)
    - Retrat de la mare de Gerrit Dou (1638)
    - La botiga de queviures (1647)
    - La cuinera holandesa (1650)
    - Dona subjectant un pollastre en una finestra (1650)
    - Ermità llegint (1661)
    - La gerra de plata (1663)
    - La dona hidròpica (1663)
    - El pesador d'or (1664)
    - Anciana
    - Autoretrat amb paleta a la mà
    - El trompeter
    - La lectura de la Bíblia (també conegut com a Ana i Tobias)
    - Cuinera fent un pudín i parlant amb un noi (sanguina)
    - Retrat d'home amb una alabarda a l'espatlla dreta (dibuix amb carbonet)
    - Un ancià assegut, inclinat sobre una taula (dibuix amb carbonet)

- Pasadena
  - Museu Norton Simon:
    - Retrat d'una dama (1635-40)

- Rotterdam
  - Museu Boymans Van Beuningen:
    - El xarlatà (1652)
    - Dama al seu tocador (1667)

- Salzburgo
  - Galeria Residenz:
    - Autoretrat a la finestra (dècada de 1650)
    - Jugadors de cartes a la llum de les espelmes (sobre 1660)

- San Francisco
  - Museu de Belles Arts.
    - La bobina de filada (litografia)
    - La lectora (litografia)

- Sant Petersburg
  - Museu de l'Ermitage:
    - Astrònom (1628)
    - Retrat d'un home (1640-5)
    - Anciana desembolicant fils (1660-5)
    - Banyista masculí (1660-5)
    - Banyista femenina (1660-5)
    - Venedor d'arengs (1670- 5)

- Schwerin
  - Museu Estatal:
    - Dona pelant pastanagues

- Tòquio
  - Museu Nacional d'Art Occidental:
    - Natura morta amb nen fent pompes de sabó (1635- 6)

- Versalles
  - Museu Lambinet:
    - Anciana asseguda (atribuït)

- Viena
  - Museu d'Història de l'Art de Viena:
    - El físic (1653)
    - Dona a la finestra amb una llanterna (sobre 1660)
    - Anciana a la finestra regant les flors (1660-5)

  - Palau Liechtenstein:
    - El violinista (1653)

- Washington DC
  - Galeria Corcoran:
    - Bust d'un home (1642-45)

- Winchcombe, Gloucestershire
  - Galeria Nacional d'Art (Washington D.C.):
    - L'ermità (1670)

  - Castell Sudeley:
    - Home interromput en la seva escriptura (1635)

- Altres localitzacions:
  - Crist i els doctors (1628)
  - Home escrivint davant d'un cavallet (1631), col·lecció privada
  - Dona menjant civada (1632-7)
  - Natura morta amb un globus terraqüi llaüt i llibres (1635), col·lecció privada
  - Ancià encenent una pipa (1635), col·lecció privada, Anglaterra
  - Retrat d'una dona (1635-40), col·lecció privada
  - Retrat d'un home Fundació d'Art Aurora
  - Retrat d'una dona Fundació d'Art Aurora
  - Autoretrat (1645), col·lecció privada, Espanya
  - Gos dormint amb gerra de terracota, cistella i llenya (1650), col·lecció privada
  - Un gat a la finestra del taller de l'artista (1657)
  - La bodega (1650), col·lecció privada, Suïssa
  - Dona adormida (1660-5), col·lecció privada, Suïssa
  - Autoretrat (1665), col·lecció privada, Boston
  - Nen tocant la flauta (robat)
  - Home jove (La Haia)
  - La filatera (Fundació Gala-Salvador Dalí)